# NGC 5639
NGC 5639 é uma galáxia espiral (Sc) localizada na direcção da constelação de Boötes. Possui uma declinação de +30° 24' 45" e uma ascensão recta de 14 horas, 28 minutos e 46,5 segundos.
A galáxia NGC 5639 foi descoberta em 15 de Maio de 1830 por John Herschel.